# Sebastian Francis
Mons. Sebastian kardinál Francis (* 11. listopadu 1951, Johor Bahru) je malajský katolický biskup, který je biskupem penangským (od roku 2012) a kardinálem-knězem.

## Stručný životopis
Po studiích filosofie a teologie v semináři v Penangu byl r. 1977 vysvěcen na kněze. V letech 1981-1983 studoval na římském Agneliku, kde získal licenciát dogmatické teologie. V roce 1991 získal akademický titul v oblasti spravedlnosti a míru na Maryknoll School of Theology v New Yorku. Papež Benedikt XVI. jej v roce 2012 jmenoval biskupem penangským a krátce nato přijal biskupské svěcení.

## Kardinálská kreace
V neděli 9. července 2023 papež František ohlásil, že v konzistoři dne 30. září 2023 jmenuje 21 nových kardinálů, mezi nimi i Monsignora Francise.. V konzistoři dne dne 30. září 2023 jej také skutečně kreoval.